# Johannes F. Koch
Johannes F. Koch,född 28 januari 1921 i Karlstadt am Main i Tyskland,död 20 mars 2006 i Skåne, var en svensk-tysk katolsk domprost och före detta leutnant i Luftwaffe. Han var bror till Bernhard Koch.
Koch var 14 år när han såg den flygande missionären Paul Schulte landa på floden Main i Würzburg med amfibieplanet Dornier 12, detta väckte Kochs flygintresse som gärna ville bli flygande missionär i Kina. Hans tre år äldre bror som var segelflyginstruktör stimulerade hans flygintresse. Koch växte upp i ett hem där den katolska tron och det katolska livet var mycket starkt. Familjen kom i konflikt med nazismen och hans mamma var en tid häktad i egenskap av ordförande i det Katolska Kvinnoförbundet.
När han blev inkallad till flygvapnet fick han en mekanikerutbildning, segel- och motorflygutbildning. Förflyttningarna mellan flygplatserna var många Neustadt-Glewe i Meckelenburg, Lorient i Bretagne, Königsberg i Ostpreussen och Berlin likaså antalet flygplanstyper W 33 W 33 F 13 Bü 181 student, SG-38, Grunau Baby och Weihe. Han utbildades till spanare i Jüterbog några mil söder om Berlin, och med en kamerabeväpnad Messerschmitt Bf 109 gjorde han sin krigsinsats. Mest snabba flygningar över fronten. Han blev nedskjuten av eget luftvärn vid Baden-Baden då han försökte skaka av sig en svärm fiendeflygplan.
Under hela andra världskriget försökte han hålla igång sina teologistudier och när universitetet i Würzburg öppnade i augusti 1945 återupptog han sina studier, som fick hållas i det missionsseminarium som hade undgått stadens förstörelse. Han valdes till ledare i den lokala studentföreningen vid universitetet och blev i den egenskapen inbjuden till Sverige 1947 och 1947.8 Under det första besöket lärde han känna studentledaren Olof Palme. Han blev redan under studietiden prästkandidat i Sverige under biskop J.E. Müllers ledning. 4 december 1949 prästvigdes han i Würzburg och anlände till Sverige i maj 1950, och efter en mycket kort period som vikarierande kyrkoherde i lilla Oskarström blev han kaplan i Malmö och sedan från 1956 först vikarierande och sedan, från 1957, ordinarie kyrkoherde. Samma år blev han även svensk medborgare. 1962 förflyttades han Stockholm och S:t Eriks domkyrka på Söder som under resten av hans aktiva tid blev arbetsplats fram till 1995. Efter pensioneringen flyttade till Osby där han sedan lång tid haft ett hus.